# Várjeszenő
Várjeszenő (1899-ig Jeszenő, szlovákul: Jasenov) község Szlovákiában, az Eperjesi kerület Homonnai járásában.

## Fekvése
Homonnától 3 km-re délre, a Laborc bal partján fekszik.

## Története
A falut 1279-ben említik először. Magyar nevének előtagját egykori váráról kapta. A vár a 13. században a tatárjárást követően épült, ekkor a Gutkeled nembeli Joachim báné volt. 1328-ban „castrum Jezenew” néven említik először. A 15-16. században bővítették. A 17. századig a Rozgonyiaké, majd 1644-ben Rákóczi György ostrommal elfoglalta és lerombolta. A 18. században a Csáky család tulajdonában találjuk.
A 18. század végén Vályi András így ír róla: „JESZENÖ. Hajdani omladozott Vár Zemplén Várm. építtetett a’ köz véllekedés szerént Homonnaiak által, ’s véllhető az időben, midön Barkó Vára is virágzott, mellynél tágasabb vala, Homonnához más fél órányira fekűdt; sok viszontagságokat szenyvedett, a’ Tatárok miatt; 1544dikben pedig Rákótzi György által egészen le rontattatott, ’s azután többé meg nem építtetett.”
Fényes Elek 1851-ben kiadott geográfiai szótárában így ír a faluról: „Jeszenő, tót falu, Zemplén vmegyében, Homonnához 1/2 órányira: 420 r. kath., 28 zsidó lak. 1810 hold szántófölddel, nagy erdővel, s egy régi puszta várral. F. u. gr. Vandernath.”
A 19. században az Andrássy családé. A 20. század elején a romokat restaurálták, de később tulajdonosai a várat sorsára hagyták, ma tekintélyes romjai láthatók.
Borovszky Samu monográfiasorozatának Zemplén vármegyét tárgyaló része szerint: „Várjeszenő, előbb Jeszenő, laborczvölgyi tót kisközség a Jeszenő pataka mellett, 96 házzal és 576, nagyobbára róm. kath. vallású lakossal. Postája, távírója és vasúti állomása Homonna. A Guth-Keled-nembeli Ráskai család fészke, mely itt, a falu fölött, magas hegytetőn, a tatárjárás után, erős várat építtetett. Romját mostani tulajdonosa, gróf Andrássy Géza restauráltatja. 1330-ban már a Drugetheké volt. 1450-ben Nagymihályi Györgyöt, 1520-ban pedig Sztrithey Zsigmondot iktatják némely részeibe. Azután a Homonnaiak uradalmához tartozott. Vára 1616-ban még teljesen ép állapotban megvolt, de 1644-ben Rákóczy György megostromolta és akkor rommá lett. Újabbkori birtokosai a Barkóczyak, Szirmayak, majd a gróf Van Dernáth család voltak s most gróf Andrássy Gézának van itt nagyobb birtoka. Róm. kath. temploma 1600-ban épült. Ide tartozik Barthos-tanya.”
A trianoni diktátumig Zemplén vármegye Homonnai járásához tartozott.

## Népessége
| Év:            | 1994. | 2004.   | 2014.   | 2024.   |
| -------------- | ----- | ------- | ------- | ------- |
| Emberek száma: | 1079  | 1142    | 1185    | 1210    |
| Eltérés:       |       | +5,83 % | +3,76 % | +2,10 % |

| Év:            | 2023. | 2024.   |
| -------------- | ----- | ------- |
| Emberek száma: | 1186  | 1210    |
| Eltérés:       |       | +2,02 % |

1910-ben 578, túlnyomórészt szlovák lakosa volt.
2001-ben 284 szlovák lakosa volt.
2011-ben 1174 lakosából 1104 szlovák.

## Nevezetességei
- Jeszenő várának maradványai.
- Szent Márton tiszteletére szentelt, római katolikus temploma 1600 körül épült.

## Képgaléria

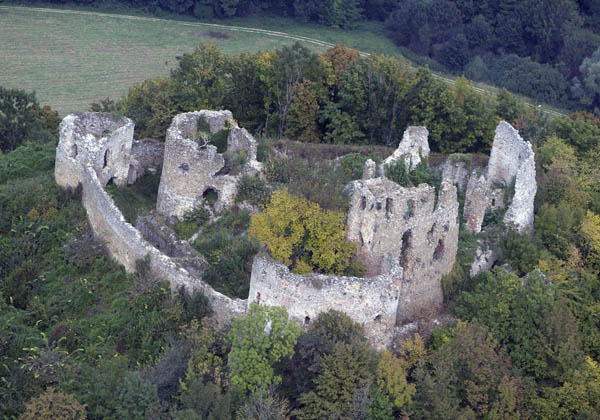
A várromok légifotója
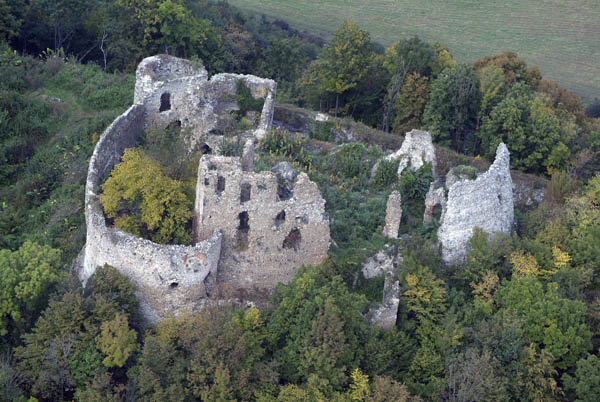
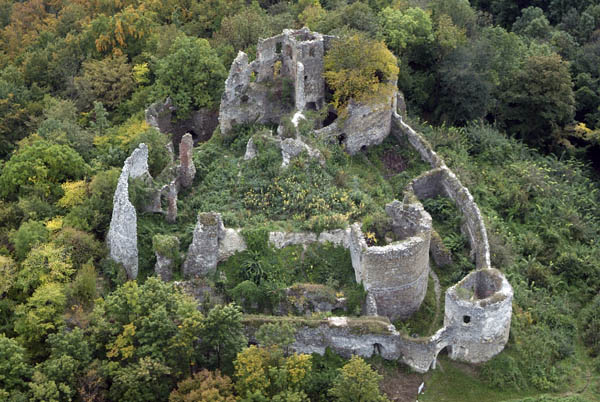

## Külső hivatkozások
- Honlap
- A vár képes ismertetője (szlovákul)
- Tourist-channel.sk
- Travelatlas.sk